# Nišor
Pour le village kosovar, voir Nišor (Suva Reka).
Nišor (en serbe cyrillique : Нишор) est un village de Serbie situé dans la municipalité de Pirot, district de Pirot. Au recensement de 2011, il comptait 88 habitants.

## Démographie
| 1948 | 1953 | 1961 | 1971 | 1981 | 1991 | 2002 | 2011 |
| ---- | ---- | ---- | ---- | ---- | ---- | ---- | ---- |
| 799  | 740  | 646  | 536  | 393  | 236  | 162  | 88   |

|  |